# 虎斑兜兰
虎斑兜兰（学名：Paphiopedilum markianum）为兰科兜兰属下的一个种。